# Setodes drangianicus
Setodes drangianicus is een schietmot uit de familie Leptoceridae. De soort komt voor in het Palearctisch gebied.
De wetenschappelijke naam van de soort werd voor het eerst gepubliceerd in 1959 door Fernand Schmid.